# Maria Prenafeta
Barcelona 1931.
Artista plàstica i modista de creacions en paper.
Estretament involucrada amb el Concurs Nacional de Vestits de Paper, de Mollerussa.
Ceramista de dissenys propis, amb una prolífera carrera artística amb exposicions de ceràmica artística a Barcelona, Mollerussa, Lleida i un reguitzell de poblacions i ciutats de Catalunya i Aragó.
Formadora resident en ceràmica, de la Fundació La Caixa, és també multipremiada al llarg de 3 dècades en el Concurs Nacionals de Vestits de Paper, a raó del qual participa en nombroses intervencions i entrevistes a mitjans de comunicació com TV3, TVE o Catalunya Ràdio, entre molts altres.